# Radiotrophe Pilze
Als radiotrophe Pilze versteht man eine Reihe von Pilzen mit hefenartigem Wachstum. Alle diese Pilze besitzen Melanin als Pigment und werden als radiotroph bezeichnet, da sie aktiv auf Strahlenquellen wachsen. 

## Vorkommen
Melanin wird von Pilzen zur Anpassung an extreme Umweltbedingungen produziert. So finden sich melanisierte Pilzhyphen in arktischen und antarktischen Frostgebieten genauso wie in Bodenschichten mit erhöhter Radioaktivität. Melanin spielt auch eine Rolle in der Pathogenität vieler Krankheitserreger, wie Cryptococcus neoformans oder Aspergillus fumigatus. 
Die vom Immunsystem produzierten Sauerstoffradikale wirken als Oxidationsmittel. Melanin wirkt hier als Redoxpuffer und kann diese somit neutralisieren. Durch Bindung von zweifach positiv geladenen Eisenionen [Fe(II)] an das Melanin kann diese Wirkung noch verstärkt werden.
Im Reaktorblock 4, der in Tschernobyl explodierte, findet man eine große Population der melaninhaltigen Pilze Cryptococcus neoformans und Exophiala dermatitidis. Unter Einwirkung von Radioaktivität zeigen diese eine erhöhte Stoffwechseltätigkeit.